# Autoroute G1
L'autoroute G1 ou autoroute Pékin-Harbin ou autoroute Jingha est une autoroute chinoise qui relie Pékin à Harbin. Elle est réalisée en totalité en septembre 2001 avec une longueur de 1 280 km.